# Рома (Бєльці)
«Рома» (рум. Roma Bălți) — нині неіснуючий молдавський футбольний клуб з міста Бєльці, був заснований в 1994 році.

## Історія клубу
За підсумками виступу в сезоні 1995/96 команда посіла перше місце в групі «Північ» Дивізіона «Б» програвши лише одну зустріч. Наступного року команда дебютувала в Дивізіоні «A» і відразу ж посіла друге місце, яке дозволило «Ромі» перейти в Національний дивізіон. У вищій лізі Молдови клуб провів три сезони. За підсумками сезону 1999/00 команда посіла дев'яте місце і залишила Національний дивізіон.

## Відомі гравці
- Віталій Калешин
- Андрій Калашніков
- Максим Кизилов
- Андрій Пахтусов
- Василь Хрипливий
- Ігор Урсакі